# Der letzte Taikun
Der letzte Taikun ist ein unvollendeter Roman von F. Scott Fitzgerald. Er wurde erst posthum veröffentlicht, zuerst 1941 von Edmund Wilson unter dem Titel The last Tycoon. Die deutsche Erstausgabe erschien 1962 unter dem Titel Der letzte Taikun. 1993 erschien eine kritische Neuausgabe des Fitzgerald-Forschers Matthew J. Bruccoli unter dem Titel The Love of the Last Tycoon: A Western, von der 2006 eine deutsche Übersetzung herausgegeben wurde – unter dem Titel Die Liebe des letzten Tycoon. Ein Western. Beide Fassungen unterscheiden sich vor allem durch den Schluss. Der Begriff Tycoon stammt aus dem Japanischen und wurde um 1870 in die englische Sprache aufgenommen.

## Handlung
Der Roman, der um 1936/37 handelt, verfolgt das Leben des Hollywood-Studiomanagers Monroe Stahr, dessen Figur an den frühverstorbenen Filmproduzenten Irving Thalberg (1899–1936) angelehnt ist, dem Chef der Filmgesellschaft Metro-Goldwyn-Mayer, dem Fitzgerald mehrmals begegnet war.
Zu Beginn begibt sich die 19-jährige Ich-Erzählerin Cecelia Brady, die Tochter des einflussreichen Hollywood-Produzenten Pat Brady, die am Bennington College in Vermont studiert, in ihre Heimat nach Los Angeles. Im Flugzeug trifft sie überraschend einen Freund ihres Vaters, den Drehbuch-Autor Wylie White. White ist in Begleitung eines gescheiterten Produzenten, der als Mannie Schwartz vorgestellt wird. Wegen einer aufziehenden Gewitterfront muss das Flugzeug nachts in Nashville zwischenlanden, und so beschließen die drei einen spontanen Abstecher zum historischen Anwesen des ehemaligen US-Präsidenten Andrew Jackson (1767–1845) zu unternehmen. Als sie dort ankommen, ist das Museum jedoch geschlossen, da es erst früh am Morgen ist. Mr. Schwartz schläft, während Wylie mit Cecelia flirtet. Als Schwartz erwacht teilt er den beiden mit, er habe es sich anders überlegt und werde nicht mit ihnen nach Los Angeles weiter reisen. Er bittet Wylie, eine Nachricht an einen Bekannten zu übermitteln, was dieser gern annimmt. Am nächsten Tag erfahren beide, dass Schwartz Selbstmord beging.
Cecelia erfährt, dass die Nachricht, die Schwarz an Wylie gab, für Monroe Stahr bestimmt war, den 34-jährigen Partner ihres Vaters. Cecelia schwärmt seit ihrer Kindheit für Stahr und träumt inzwischen davon, seine Frau zu werden.
Nach der Landung auf dem Flughafen in Glendale fährt Cecelia zum Film-Studio ihres Vaters, um diesen nach Hause zu einer Geburtstagsparty zu bringen. Durch ein plötzliches Erdbeben werden Cecelia, ihr Vater und seine Begleiter in das Büro von Stahr verschlagen. Eine Wasserleitung platzt, und in den Fluten auf dem Filmgelände entdeckt Stahr zwei Frauen auf dem Kopf einer Statue treibend. In einer von ihnen erblickt er eine große Ähnlichkeit mit seiner verstorbenen Frau.
Am nächsten Tag beauftragt Stahr seine Sekretärin, die Personalien der Mädchen zu ermitteln. So erhält er eine Telefonnummer und verabredet sich mit einem der Mädchen. Es ist aber das falsche Mädchen, sie sieht nicht aus wie seine Frau. Stahr fährt sie nach Hause. Das (falsche) Mädchen besteht darauf, dass er nun ihre Freundin (die junge Irin Kathleen Moore) treffen müsse. Sobald diese Freundin die Haustür öffnet, weiß er, sie ist die Frau von der Nacht zuvor, an die er sich erinnert hat.
Kathleen weigert sich indessen standhaft, sich mit Stahr zu verabreden oder ihm auch nur ihren Namen zu verraten. Erst als Stahr sie zufällig auf einer Party wieder trifft, kann er sie überzeugen, am folgenden Tag mit ihm einen Kaffee trinken zu gehen. Er fährt sie nach Santa Monica, wo er ein neues Haus für sich bauen lässt. Kathleen scheint nur sehr ungern mit Stahr zusammen zu sein, trotzdem werden sie intim miteinander. Kurze Zeit später erfährt Stahr durch einen Brief von Kathleen, dass sie schon seit einiger Zeit mit einem anderen verlobt ist und diesen anderen Mann auch heiraten wird. Es ist aber klar, dass sie nicht wirklich diesen Mann liebt, sondern Stahr.
Stahr fordert nun Cecilia auf, ein Treffen mit einem als Kommunisten verdächtigten zu arrangieren, der eine Gewerkschaftsorganisation im Film-Studio aufbauen will. Stahr und Cecilia vereinbaren ein Abendessen mit dem Kommunisten. Dabei betrinkt sich Stahr und es kommt zu einer gewaltsamen Auseinandersetzung. So kommen sich Stahr und Cecilia näher. 
Cecilias Vater wird dagegen immer unglücklicher mit Stahr als Geschäftspartner. Er will ihn aus der Firma drängen, und dabei sind ihm alle Mittel recht. Auch Erpressung, denn Brady weiß, dass Stahr weiterhin eine Affäre mit der nun verheirateten Kathleen unterhält; letztlich schreckt er auch nicht davor zurück, einen Berufskiller anzuheuern. Als Vergeltung bestimmt freilich auch Stahr einen Mann dazu, Brady töten zu lassen. Aber Stahr kommen Zweifel, und als er den Killer zurückpfeifen möchte, gelingt es ihm nicht mehr, da das Flugzeug, mit dem er (Stahr) unterwegs nach New York ist, abstürzt. So stirbt Brady bald nach Stahr, und Cecilia verliert auf diese Weise innerhalb kürzester Zeit die beiden Männer, die ihr am meisten auf der Welt bedeuteten: ihren Vater und ihren Geliebten.

## Kritik
J. B. Priestley urteilte: »Ich hätte lieber diesen unvollendeten Roman geschrieben als das Gesamtwerk manch eines vielbewunderten amerikanischen Romanciers.«

## Englische Ausgaben
- New York 1941 (. . . zusammen mit: The Great Gatsby and Selected Stories, Hg. E. Wilson).
- New York 1953, Hg. ders. (in: Three Novels; Einl. M. Cowley).
- London 1958 (in: The Bodley Head F., 6 Bde., 1).
- Harmondsworth 1960 u. ö. (Penguin).
- New York/London 1979 (in: Three Novels).
- New York 1983.
- als: "The Love of the Last Tycoon", 1993 (Cambridge edition of the Works of F. Scott Fitzgerald, ed. Matthew J. Bruccoli)(Cambridge University Press, ISBN 0-521-40231-X).
- als: "The Love of the Last Tycoon", 2003, (Charles Scribner’s Sons, ISBN 0-02-019985-6).

## Übersetzungen
- Der letzte Taikun, übersetzt von Walter Schürenberg, Frankfurt am Main 1962 (BS; ern. 1975).
- Dass., ders., Zürich 1977 (detebe).
- Dass., ders., mit einem Nachwort von Günther Klotz, Berlin/Weimar 1982
- Die Liebe des letzten Tycoon. Ein Western, übersetzt von Renate Orth-Guttmann. Mit einem Nachwort von Verena Lueken. 2006 Zürich: Diogenes (Neuübers).

## Adaptionen
- 1957:  USA. Fernsehfilm für Playhouse 90. Regie John Frankenheimer; Jack Palance als Monroe Stahr.
- 1976:  USA/ GBR. Verfilmung Der letzte Tycoon (The Last Tycoon). Drehbuch von Harold Pinter (britischer Dramatiker und späterer Nobelpreisträger); Regie Elia Kazan (sein letztes Werk); Produktion Sam Spiegel; Robert De Niro als Monroe Stahr und Theresa Russell als Cecelia Brady, Robert Mitchum und Jack Nicholson in weiteren Rollen.
- 1998:  USA. Bühnenadaption der 1993er-Ausgabe; Buch von Simon Levy (autorisiert vom Fitzgerald Estate); eröffnete im Fountain Theatre in Los Angeles und wurde vielfach ausgezeichnet.[2]
- 2013:  GBR. 90-minütiges Hörspiel von Feelgood Fiction im Auftrag von BBC Radio 4. Regie und Adaption von Bill Bryden; Sprecher: Aidan Gillen und Jack Shepherd.[3]
- 2014:  JAP. Musicaladaption von The Love of The Last Tycoon. Ensemble: Japanische Frauen-Theatertruppe Takarazuka Revue; Anlass: Abschiedsdarbietung des Flower-Troupe-Top-Star Tomu Ranju.[4]
- 2016:  GBR. Europa-Premiere von Simon Levys Bühnenadaption (1998). Erstaufführung im Arts Theatre (West End) am 17. August 2016. Produktion durch Ruby In The Dust Theatre mit Erlaubnis des Autors. Regie: Linnie Reedman.
- 2017:  USA. Amazon-Prime-Serie The Last Tycoon. Drehbuch von Billy Ray, Produktion durch Sony Pictures Television für Amazon Studios. Matt Bomer  als Monroe Stahr und Lily Collins als Cecelia Brady. Gleichnamiger Pilotfilm bereits 2016 veröffentlicht.[5] Geplante zweite Staffel im September 2017 abgesagt.